# Спалах
Спа́лах — короткочасне інтенсивне загорання обмеженого об'єму газоповітряної суміші над поверхнею горючої речовини або пилоповітряної суміші, що супроводжується короткочасними видимими спалахами, але без ударної хвилі та стійкого горіння.
Температурою спалаху називають мінімальну температуру за якої спалахує пара палива від зіткнення з полум'ям. Для різних мастил температура випаровування нижча за температуру спалаху на 65–85 ºС. Температура спалахування — температура, за якої починається горіння тіла.
Чим вища температура кипіння нафтопродуктів, тим вища температура спалахування. Бензинові фракції мають температуру спалахування до -40 °C, гасові — понад 28 °C, масляні від 130 до 350 °C. Температура спалахування дає уявлення про те, наскільки продукти багаті легколеткими фракціями, і вказує на ступінь пожежонебезпечності та вибухонебезпечності нафтопродуктів.